# 东山街道 (揭阳市)
东山街道，是中华人民共和国广东省揭阳市榕城区下辖的一个乡镇级行政单位。

## 行政区划
东山街道下辖以下地区：
马牙社区、华诚社区、东阳社区、玉浦社区、凤潮社区、沟尾社区、淡浦社区、卢前社区、人家头社区、埔上社区、仁港社区、义河社区、新河社区、东畔社区、沟口社区、望龙头社区、沙港社区、龙石社区、东山社区、营前社区、砂松社区、新林社区、新阳社区、尖石社区、岐宁社区、蓝和社区、新苏社区、玉城社区、岐山社区和山东围社区。